# Mischocyttarus meridionalis
Mischocyttarus meridionalis är en getingart som beskrevs av Zikan 1949. Mischocyttarus meridionalis ingår i släktet Mischocyttarus och familjen getingar. Inga underarter finns listade i Catalogue of Life.